# Reinhold Rüdenberg
Günther Reinhold Rüdenberg, in den USA Rudenberg, (* 4. Februar 1883 in Hannover; † 25. Dezember 1961 in Boston) war ein deutscher Elektroingenieur und Hochschullehrer.

## Leben
Günther Reinhold Rüdenberg entstammte einer jüdischen Familie. Er war ein Cousin des Kaufmanns Gustav Rüdenberg und des Bettfedernfabrikanten und Kunstsammlers Max Rüdenberg, die beide Opfer des Holocaust wurden.
Reinhold Rüdenberg promovierte 1903 bei Wilhelm Friedrich Kohlrausch an der Technischen Hochschule Hannover. Er arbeitete ab 1908 bei der Siemens-Schuckert-Werke GmbH in Berlin als Ingenieur. 1913 habilitierte er sich an der Technischen Hochschule (Berlin-)Charlottenburg mit einer Arbeit über die Bemessung von Drehstrom-Kollektoren. Anschließend wurde er dort Honorarprofessor für Starkstrom- und Hochspannungstechnik. Er lehrte danach in Göttingen und Berlin. 1919 heiratete Rüdenberg Lily Minkowski, eine Tochter des Mathematikers Hermann Minkowski. 1923 wurde er bei Siemens Leiter und Chefelektriker der neu gegründeten wissenschaftlichen Abteilung. 1929 war er Gastprofessor am Massachusetts Institute of Technology (MIT).
Rüdenberg erhielt mehr als 300 Patente. Besondere Leistungen waren ein drehzahlregelbarer Drehstrom-Nebenschluss-Kommutator-Motor mit Bürstenverstellung und ein Elektronenmikroskop, das er etwa zeitgleich mit Ernst Ruska und Max Knoll, die ebenfalls ein Elektronenmikroskop entwickelten, baute. Da Reinhold Rüdenberg Jude war, musste er 1935 die Technische Hochschule und den Siemens-Konzern verlassen. Er emigrierte nach Großbritannien, arbeitete dort bis 1938 als beratender Ingenieur für die General Electric Co. Ltd. und hielt außerdem Vorlesungen an der Londoner Universität. Danach wanderte er in die USA aus, wo er von 1939 bis 1952 als Gordon McKay Professor of Electrical Engineering an der Harvard University lehrte.
1941 wurde Rüdenberg in die American Academy of Arts and Sciences gewählt. Er gehörte zwischenzeitlich dem Verein Deutscher Ingenieure (VDI) und dem Berliner Bezirksverein des VDI an.
Seine Söhne waren der Physiker Gunther Rudenberg (* 1920) und der Physiologe Hermann Rudenberg (* 1927).

## Ehrungen
- 1911 erhielt er von der Universität Lüttich den Montefiore-Preis für seinen Drehstrom-Nebenschluss-Kommutator-Motor.
- 1921 erhielt er die Ehrendoktorwürde der Technischen Hochschule Karlsruhe (als Dr.-Ing. E. h.).
- 1946 bekam er für sein Elektronenmikroskop vom Stevens Institute of Technology in Hoboken eine Ehrenmedaille.
- 1956 ernannte ihn die Technische Universität Berlin zum Ehrensenator.
- 1957 verlieh ihm der Bundespräsident das Große Verdienstkreuz der Bundesrepublik Deutschland.
- 1961 verlieh ihm das Franklin Institute in Philadelphia die Elliott-Cresson-Medaille.
- Im Siemens-Gerätewerk Amberg gibt es das „Reinhold-Rüdenberg-Labor für Niederspannungsschalttechnik“.

## Schriften
- Energie der Wirbelströme. Dissertation, Technische Hochschule Hannover 1903.
- Elektrische Schaltvorgänge und verwandte Störungserscheinungen in Starkstromanlagen. 2. berichtigte Auflage, 1923.
- Aussendung und Empfang elektrischer Wellen. Springer, Berlin 1926.
- Elektrische Wanderwellen auf Leitungen und in Wicklungen von Starkstromanlagen. 4. vermehrte Auflage, Springer, Berlin / Göttingen / Heidelberg 1962.
- Elektrische Schaltvorgänge. 5. neu bearbeitete Auflage, Springer, Berlin 1988, ISBN 3-540-05766-8.